# Let's Stay Together (série télévisée)
Let's Stay Together est une série télévisée américaine de comédie romantique en 55 épisodes de 25 minutes, créée par Jacque Edmonds Cofer, produite par Queen Latifah, et diffusée du 11 janvier 2011 au 29 avril 2014 sur la chaîne BET. Le titre de la série fait référence à la chanson Let's Stay Together de Al Green de 1972. Le premier épisode a rassemblé près de 4,4 millions de téléspectateurs.
En France, la série a été diffusée en version originale sous-titrée sur BET France. Elle est inédite dans les autres pays francophones.

## Synopsis
Stacy Lawrence (Nadine Ellis), est une pédiatre qui a engagé Charles Whitmore (Bert Belasco), l'entrepreneur, pour refaire sa cuisine. Stacy et Charles ont un amusement, sexy, dynamique intense. Cependant, six mois, une partie de la magie de trouver enfin l'âme sœur a disparu, et ils se retrouvent constamment renégocier leurs règles de cohabitation. En revanche, les super-fabuleux jeune sœurs Tasha de Stacy (Joyful Drake) et son mari Jamal (Ronreaco Lee) agissent comme un vieux couple marié. Tasha a fait beaucoup d'erreurs durant ses relations amoureuses jusqu'à ce qu'elle trouve Jamal, un homme ambitieux et qu'elle se consacre à plaire à son homme et d'élever leurs jumeaux âgés de six mois. Jamal se considère chanceux d'avoir une femme comme Tasha, même si elle ne met le drame sur une base régulière. La sœur cadette de Charles, Kita (Erica Hubbard), est une employé fier de la DMV, elle célèbre son indépendance en prenant une pause de dating alors qu'elle explore tout ce que la vie a à offrir avant qu'elle installe.

## Distribution

### Acteurs principaux
- Bert Belasco : Charles Whitmore
- Nadine Ellis : Stacy Lawrence-Whitmore
- Joyful Drake : Tasha Lawrence-Woodson
- Erica Hubbard : Kita Whitmore
- RonReaco Lee : Jamal Woodson

### Acteurs récurrents
- Kyla Pratt : Crystal Whitmore, cousine de Charles et Kita Whitmore (saison 2-présent)
- Kym Whitley (en) : Charmaine Wax (saisons 1 et 2)
- Daphne Maxwell Reid : Juanita Lawrence, la mère de Stacy et Tasha (saisons 1 et 2)
- Ron Canada (en) : Garrison Lawrence, le père de Stacy et Tasha
- Lawrence Hilton-Jacobs : Charles Whitmore Sr., le père de Charles et Kita (saison 1-présent)
- Jackée Harry : Delores Whitmore, la mère de Charles et Kita (saison 1-présent)
- Christian Keyes : Troy, l'ex petit ami du lycée de Tasha (saison 1-présent)
- Jackie Long (en) : Micah, l'ex petit ami de Kita (saison 2-présent)
- Tony Bravado : Darkanian Le'Johnson, un joueur au NFL qui tombe sous le charme de Crystal. À la fin de la saison 2, on découvre que Darkanian est gay et qu'il a un petit ami. Celui-ci a révélé son secret à tout le monde, ce qui affectera sa carrière professionnelle (saison 2-présent)
- Darlene French White : Tante Jean, la tante de Charles, Crystal Kita (saison 2)
- T'Keyah Crystal Keymáh : Dr Blair Riley, le physicien rival de Stacy (saison 3)
- Russell Pitts : Rashad, le babysitter de Jamal et Tasha (saison 3)
- Erika Alexander : Blanche (saison 4)

### Invités
- Eva Marcille
- Kandi Burruss
- Anna Maria Horsford
- Tichina Arnold
- Thomas Mikal Ford (en)
- Nicole Ari Parker
- Kim Coles (en)
- Donnie McClurkin
- Thomas Miles (en)
- Countess Vaughn (en)
- Queen Latifah
- Vanessa Bell Calloway
- James Lesure
- Henry Simmons (en)
- Bobb'e J. Thompson
- Damien Dante Wayans
- Chris Spencer
- Kelly Perine (en)
- Roz Ryan
- La La Anthony
- Rickey Smiley (en)
- Omarion
- Cory Hardrict
- Paula Jai Parker (en)
- Tony Rock (en)
- Chico Benymon (en)
- Roland "Buddy" Lewis (en)
- NeNe Leakes
- Jasmine Guy
- Juge Greg Mathis (en)
- Ernie Hudson
- Naturi Naughton

## Épisodes

### Première saison (2011)
1. La Bague aux doigts (If You'd Like It, You'd Better Put a Ring on It)
2. On passe au suivant (On to the Next One)
3. Stacy tient la chandelle (The Fourth Wheel)
4. Leçon sur le mariage (Marriage 101)
5. Charles le bricoleur (The Handyman Can't)
6. Vieux morceau de cuir (Dirty Scraps of Leather)
7. L'Organisatrice de mariage (The Wedding Planner)
8. On ne se bat pas avec la marraine (Your Arm's Too Short to Box With Godparents)
9. Le marié doute (There Goes the Groom)
10. La Dictature du détachement (Rules of Disengagement)
11. Papa est rentré (Daddy's Home)
12. De nouveau ensemble (Back Together Again)
13. Ensemble pour toujours et encore après ? (Together Forever-Ever?)

### Deuxième saison (2012)
Le 12 avril 2011, la série est renouvelée pour une seconde saison de 22 épisodes, diffusée à partir du 10 janvier 2012.
1. On recommence (Let's Do It Again)
2. Waiting to XXXhale (Waiting to XXXhale)
3. 100% pur jus (All Juice, No Seeds)
4. Un ami, rien de plus (U Say He's Just a Friend)
5. Danse avec les stars (Dancing With the Stars)
6. Programme de protection contre la maladie (Sickness Protection Program)
7. Un amour de chien (Puppy Love)
8. Histoire de famille (Family Business)
9. Mariage sans frontières (Marriage Without Borders)
10. À fond la caisse (2 Fast, 2 Furious)
11. Fear Factor (Fear Factor)
12. Le Bon Choix (The Choice Is Yours)
13. Le Bon, la brute et le truand farceur (The Good, The Bad, and The Comedically Ugly)
14. Une proposition plus qu'indécente (An Even More Indecent Proposal)
15. Inspectrice particulière (Inspect Me, Inspect Me Not)
16. Besoin de solitude (Leave Me Alone)
17. L'Apprenti (The Apprentice)
18. L'Anniversaire (Beauty and the Birthday)
19. Propriétaires, joueurs et voleurs (Owners, Players and Thieves)
20. Pas de mariage et un enterrement (No Weddings and a Funeral)
21. Pris en flagrant délit (Creepers)
22. Déconvenue (Wait, What?)

### Troisième saison (2013)
Le 12 avril 2012, la série est renouvelée pour une troisième saison de dix épisodes, diffusée à partir du 26 mars 2013.
1. titre français inconnu (See, What Had Happened Was…)
2. titre français inconnu (Hot Junk)
3. titre français inconnu (The Need for Speed)
4. titre français inconnu (Troy Story)
5. titre français inconnu (Single Black Stacy)
6. titre français inconnu (Each One, Teach One)
7. titre français inconnu (The Other Doctor)
8. titre français inconnu (Buyer Beware)
9. titre français inconnu (Kita's Got a Gun)
10. titre français inconnu (Babies, Blindness and Bling)

### Quatrième saison (2014)
Le 2 avril 2013, la série est renouvelée pour une quatrième saison de dix épisodes, diffusée à partir du 4 mars 2014.
1. titre français inconnu (Dirty Ink)
2. titre français inconnu (Date My Wife, Please)
3. titre français inconnu (Cam-Paign in My Butt)
4. titre français inconnu (Million Dollar Stacy)
5. titre français inconnu (Game Over)
6. titre français inconnu (Hairy Situations)
7. titre français inconnu (Breakdowns and Billy Clubs)
8. titre français inconnu (Hooked on You)
9. titre français inconnu (Sex, Lies, and Packing Tape)
10. titre français inconnu (Full House)